# Plecturocebus caligatus
Plecturocebus caligatus é uma espécie de Macaco do Novo Mundo, da família Pitheciidae e subfamília Callicebinae, endêmico do Brasil, ocorrendo na Amazônia Central, ao sul do rio Solimões, entre os rios Purus e Madeira. Muito semelhante a Callicebus brunneus, mas diferente por não possuir todos os membros de cor avermelhada, e a cauda ser predominantemente escura, não tão esbranquiçada.